# Arnadi
Arnadi (in greco Αρναδί?; in turco Kuzucuk) è un villaggio situato de iure nel distretto di Famagosta di Cipro.  È sotto il controllo de facto di Cipro del Nord e fa parte del Distretto di İskele.

## Geografia fisica
Esso si trova ai margini della penisola del Karpas, ed è situato vicino alla baia di Famagosta, a otto chilometri a nord-ovest di Salamina e quasi due chilometri a ovest del villaggio di Spathariko/Ötüken.

## Origini del nome
Si ritiene che il nome del villaggio sia una corruzione di "arni", parola che in greco significa "agnello". Nel 1958 i turco-ciprioti adottarono un nome alternativo turco, Kuzucuk, che è una traduzione del nome greco e significa "bambino" o "agnellino" in turco.

## Società

### Evoluzione demografica
Arnadi era un villaggio misto con una maggioranza greco-cipriota fin dal periodo ottomano. Il periodo britannico vide un costante aumento della percentuale della popolazione greco-cipriota, dal 54% nel 1891 al 75% nel 1960. Durante lo stesso periodo, anche la popolazione complessiva del villaggio aumentò costantemente, passando da 126 abitanti nel 1891 a 408 nel 1960.
A causa della tensione causata dalla lotta dell'EOKA, i turco-ciprioti lasciarono Arnadi nel 1958 e furono reinsediati solo parzialmente nel dicembre 1963. Alla fine di dicembre 1963, non appena la notizia dei primi combattimenti a Nicosia raggiunse il villaggio, tutti gli abitanti turco-ciprioti del villaggio lasciarono Arnadi. Essi cercarono principalmente rifugio nei villaggi turco-ciprioti di Agios Iakovos/Altınova, Knodara/Gönendere, Livadia/Sazlıköy, Galateia/Mehmetçik e nella città di Famagosta, dove rimasero fino al 1974. Secondo il geografo politico Richard Patrick, Arnadi  fu evacuato immediatamente a causa della sfiducia derivante dagli eventi della campagna dell'EOKA della fine degli anni '50.
Tutti gli abitanti greco-ciprioti del villaggio furono invece sfollati nell'agosto 1974, fuggendo dall'esercito turco che avanzava verso la parte meridionale dell'isola. Attualmente, come il resto dei greco-ciprioti sfollati, i greco-ciprioti di Arnadi/Kuzucuk sono sparsi nel sud dell'isola. La popolazione sfollata di Arnadi potrebbe essere stimata intorno a 360 abitanti, dato che nel 1960 la sua popolazione greco-cipriota era di 355 persone.
Attualmente il villaggio è abitato principalmente dai suoi abitanti originari turco-ciprioti e da alcuni turco-ciprioti sfollati dal sud della Linea Verde. Tuttavia, nel 1976, oltre ai suoi abitanti originali e agli sfollati dal sud, il villaggio fu utilizzato anche per l'insediamento di alcune persone dalla Turchia, provenienti principalmente dal distretto di Çarşamba della regione del medio Mar Nero della Turchia. Il censimento turco-cipriota del 2006 ha fissato la popolazione totale del villaggio a 283 persone.